# 정태용
정태용(1919년 ~ 1972년)은 대한민국의 작가이다.

## 생애
본명은 원래 태(泰)로 일명이 태용이다. 경상남도 진양에서 1919년에 태어나 진주농업고등학교를 졸업하고 혜화전문학교를 졸업하였다.
6.25전쟁 당시 부산으로 피난하여 교사, 신문기사 등의 일을 하였다.
글을 쓰는 문단 활동만 한 것이 아니라 문학평론으로도 매우 유명하였다.

## 이력

### 평론
- 1945년 문화통일전선론 발표
- 1946년 예술부락 동인으로 활동
- 1949년 문학의 자유, 필연의 자유 발표
- 1956년 민족문학론 발표
- 1958년 김유정론
- 1961년 현대와 휴머니즘
- 1964년 주체성과 비평정신

### 소설
- 1946년 장미 필 무렵
- 1972년 박제의 하루, 청담
- 1973년 일요일

### 시인론
- 1967 - 1972년 현대문학(박용철론, 이육사론, 신석정론, 김광섭론, 모윤숙론, 노천명론, 김현승론, 유치환론 등)

### 평론집
- 1976년 한국현대시인연구